# Zbičina
Zbičina is een plaats in de gemeente Cres in de Kroatische provincie Primorje-Gorski Kotar. De plaats telt 13 inwoners (2001).